# ادی (واشینگتن)
ادی، واشینگتن (انگلیسی: Addy, Washington) بعنوان یک محدوده ثبت نشده و حوزه سرشماری در شهرستان استیونز ، ایالت واشینگتن در ایالات متحده واقع است.